# Dragon Man
Dragon Man è un personaggio dei fumetti, creato da Stan Lee (testi) e Jack Kirby (testi), pubblicata dalla Marvel Comics. È apparso la prima volta in The Fantastic Four (vol. 1) n. 35 (1965).
È un supercriminale nemico dei Fantastici Quattro.

## Biografia del personaggio
L'androide Dragon Man fu costruito dallo scienziato Gilbert Gregson come un grande passo nel campo della vita artificiale. Tuttavia, il suo creatore non fu in grado di animarlo. Fu Diablo l'alchimista a dargli vita con una delle sue pozioni e Dragon Man divenne suo servitore. Dragon Man è dotato di una forza sovrumana, pari a quella della Cosa; inoltre è capace di volare ed emettere fiammate in grado di sciogliere il metallo. Tuttavia, la sua intelligenza è piuttosto scarsa.
Si dice che non attacchi se non provocato, benché attacchi spesso i supereroi. Hank Pym userà poi la tecnologia con cui l'androide è stato costruito per creare il robot Ultron.

## Altri media
Nella serie animata I Fantastici Quattro è un membro dei Terribili 4: il suo look è stato ridisegnato per renderlo più moderno, ed è sempre un androide.
Compare anche nella serie animata Ultimate Spider-Man, dove affronta in alcuni episodi Spider-Man con il risultato di farsi sconfiggere dal giovane supereroe; qui sembra non avere mentori e agisce per conto proprio.